# Apología del matambre
Apología del matambre es un texto de Esteban Echeverría, enmarcado en el género romántico de cuadro de costumbres, escrito en el año 1837. 

Relata entre apologética y satíricamente este tipo de comida vacuna propia de las costumbres rioplatenses. 

El texto, referido en primera persona, hace referencia a otras comidas extranjeras para comparar lo poco sustanciosas que son frente al matambre. Entre ellas a la comida española, referencia con la que se entreverá una crítica irónica al supuesto atraso literario que sufre España en el siglo XVIII. El autor rescata la eufonía de la palabra matambre y la significación de su construcción compuesta (mata-hambre), además de personificarlo, llamándolo "Señor". 

Asimismo, el texto no carece de didactismo, ya bien el autor explica, entre otros detalles, la ternura de este corte de carne en novillos y la dureza en toros.

Destaca la importancia que Echeverría confiere al osmazomo (olor de caldo producido por la carne) en la apreciación de su cocción y posterior degustación.